# Yorben Van Tichelt
Pour les articles homonymes, voir Van Tichelt.
Yorben Van Tichelt, né le 12 juillet 1994 à Westmalle, est un coureur cycliste belge, membre de l'équipe ERA-Circus depuis 2017. Il est spécialiste du cyclo-cross.

## Palmarès
- 2010-2011
  - VII Cyclo-cross de Villarcayo juniors, Villarcayo
- 2011-2012
  - Trophée GvA juniors #1 - Koppenbergcross, Audenarde
  - Trophée GvA juniors #7 - Krawatencross, Lille
  - IX Cyclo-cross de Villarcayo juniors, Villarcayo
  - Scheldecross juniors, Anvers
  - 6e du championnat du monde de cyclo-cross juniors
  - 9e de la Coupe du monde de cyclo-cross juniors
- 2013-2014
  - Trophée Banque Bpost espoirs #8 - Internationale Sluitingsprijs, Oostmalle
  - National Trophy Series #6 - Shrewsbury, Shrewsbury
- 2016-2017
  - National Trophy Series #1 - Derby
  - National Trophy Series #4, Ipswich
- 2017-2018
  - QianSen Trophy Cyclocross #1, Beijing (Fengtai Changxindian)
  - QianSen Trophy Cyclocross #2, Beijing (Yanqing)

## Classements mondiaux
| Année           | 2017 |
| --------------- | ---- |
| UCI Europe Tour | 754e |